# Gamuza (color)

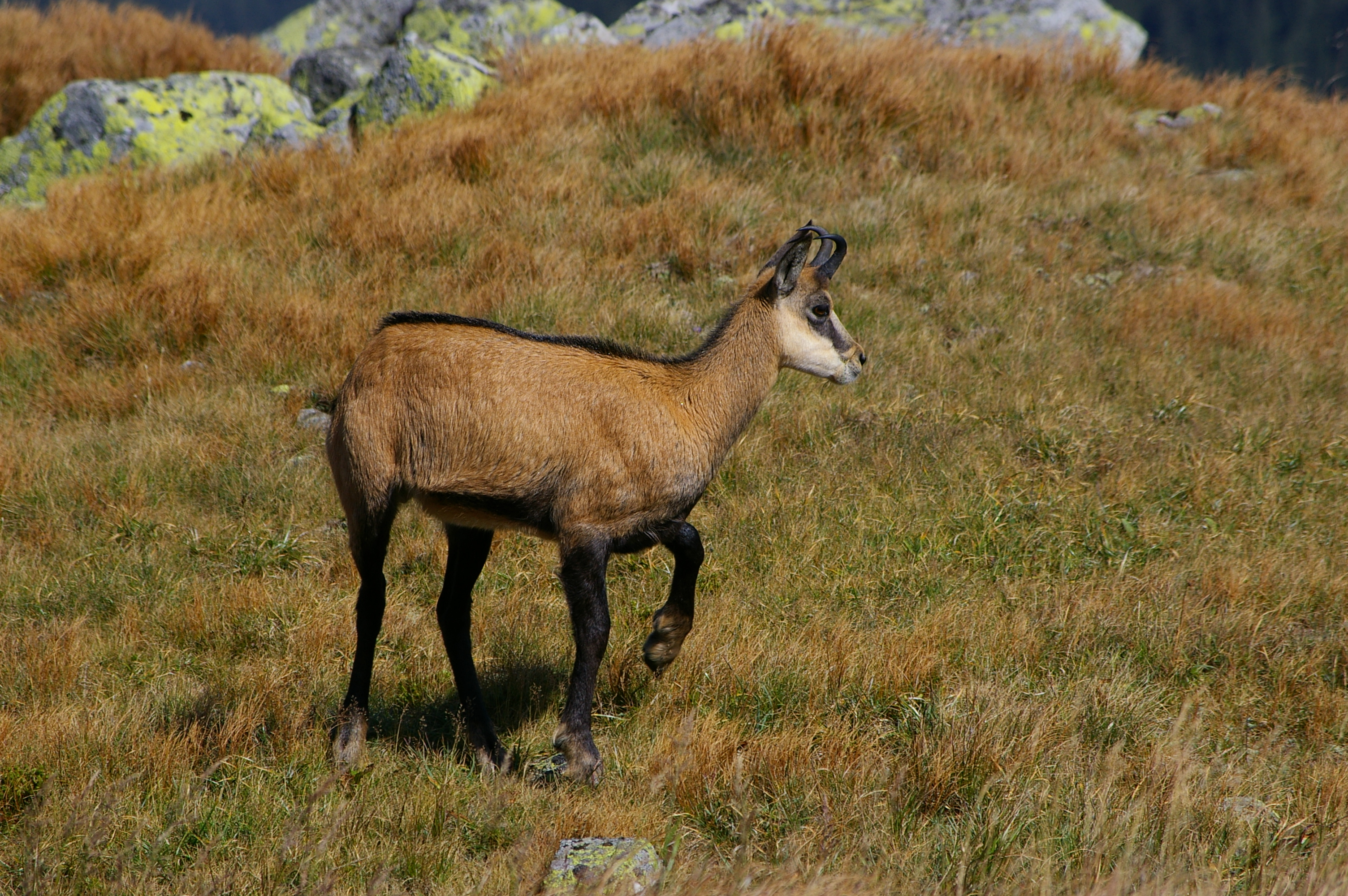
Gamuza con pelaje estival en el Parque Nacional del Bajo Tatra, en Eslovaquia.

El color gamuza, también llamado color rebeco, color sarrio, color isard y anaranjado gamuza, corresponde a la coloración predominante del pelaje de verano del bóvido denominado también gamuza, rebeco, sarrio o isard (Rupicapra sp.). Es un naranja claro, de saturación moderada, que se encuentra estandarizado, por lo que suele aparecer en catálogos cromáticos.
La denominación de color «gamuza» abarca a una familia de coloraciones similares al estándar, llamadas agamuzadas o gamuzadas.
| HTML       | #E0BF96           | #D5AF7C           |
| CMYK       | (0, 20, 40, 15)   | (0, 25, 50, 20)   |
| RGB        | (224, 191, 150)   | (213, 175, 124)   |
| HSV        | (33°, 33 %, 88 %) | (34°, 42 %, 84 %) |
| Referencia | [ 2 ]             | [ 2 ]             |